# Les Marginaux
Pour plus de détails, voir Fiche technique et Distribution.
Les Marginaux (ओका ऊरी कथा, Oka Oorie Katha) est un film indien, réalisé en 1977 par Mrinal Sen.

## Synopsis
Dans un village, un vieillard despotique et son fils choisissent de vivre dans l'oisiveté et la misère, refusant de servir de grands propriétaires injustes et méprisants. Mais, le fils rencontre une jeune fille et l'épouse. Bientôt, enceinte, celle-ci se tue à la tâche pour offrir aux deux hommes une existence plus ou moins confortable. Hélas, faute de soins, elle meurt en couches, « laissant les deux hommes dans l'amertume et le désespoir. » (Mrinal Sen) Suprême humiliation : le père et le fils seront contraints de mendier pour les obsèques de la jeune femme.

## Fiche technique
- Titre original : Oka Oorie Katha
- Titre français : Les Marginaux
- Réalisation : Mrinal Sen
- Scénario : Mrinal Sen et Mohitt Chattopadhyaya, d'après Le Linceul de Munshi Premchand
- Photographie : K. K. Mahajan, couleurs
- Musique : Vijai Raghava Rao
- Montage : Gandaghar Naskar
- Production : Paradhama Reddy pour Chandrodaya Art Films (Madras)
- Durée : 116 minutes
- Pays d'origine :  Inde
- Langue : télougou
- Année de réalisation : 1977
- Genre : Film dramatique

## Distribution artistique
- Vasudeva Rao : le père
- Mamata Shankar : la bru
- Narayana Rao : le fils

## Commentaires
« Seul ce qui est émotionnellement vrai peut devenir esthétiquement vrai », énonce Mrinal Sen dont le souci est la recherche d'un équilibre entre engagement social et affirmation maîtrisé d'un style personnel. « Son dix-huitième film, Les Marginaux, constitue peut-être l'aboutissement de cette quête », estime N. T. Binh, collaborateur de la revue Positif. 
Les Marginaux, dont les dialogues originaux sont écrits en langue télougou, « peint le sort inhumain des paysans écrasés par un système encore féodal » (Henri Micciollo).
Adoptant le ton de la fable grinçante et mettant en scène un « odieux vieillard qui bat son fils […], et martyrise sa bru », le film réclame pourtant que l'on ne s'en « tienne pas à une lecture psychologique. Car ce vieillard (le père) est dans le même temps le seul qui refuse de se plier à la loi commune de ce village du Sud de l'Inde […] Dans cet univers […] de la soumission, il est de toute sa démesure l'homme debout, l'homme révolté et donc le révélateur d'un ordre social insupportable », avertit Émile Breton. « Il fait de sa misère même une condition de sa révolte. En brandissant sa pauvreté comme une provocation, il hurle sa liberté », ajoute N. T. Binh.
« Sans phrase, par la seule force de son constat, par son absence de digressions et de péripéties extérieures, le film veut amener le spectateur à se poser la question : en quel siècle sommes-nous ? » écrit pour sa part Jacques Lourcelles qui conclut son analyse ainsi : « Anticonformiste et ennemi des clichés, Mrinal Sen donne à voir, à travers le personnage du père, l'autre face, sardonique et agressive, pas sereine du tout, de la sagesse hindoue. »